# 159629 Brunszvik
159629 Brunszvik este un asteroid din centura principală de asteroizi.

## Descriere
159629 Brunszvik este un asteroid din centura principală de asteroizi. A fost descoperit pe 16 ianuarie 2002 la Piszkesteto de Krisztián Sárneczky și Zsuzsanna Heiner. Asteroidul prezintă o orbită caracterizată de o semiaxă mare de 2,31 ua, o excentricitate de 0,26 și o înclinație de 5,7° în raport cu ecliptica.